# Басов, Константин Михайлович
Константин Михайлович Басов (латыш. Konstantins Basovs, настоящие имя и фамилия — Ян Янович Абелтынь (латыш. Jānis Ābeltiņš), подпольный псевдоним — Рихард, агентурные псевдонимы — Мартин Кляйн, Альфред Вецозол; 25 сентября 1896, Эрласская волость, Венденский уезд, Лифляндская губерния, Российская империя — 15 марта 1938, Бутовский полигон, СССР) — латышский советский военный и политический деятель, разведчик, полковой комиссар (13 декабря 1935).

## Биография
Латыш. Из семьи сапожника. Окончил начальное училище (1914), курс учебной команды Латышского запасного полка (1916). 
В службе с 1915. Участник Первой мировой войны (1916—1917). Стрелок 1-го латышского стрелкового полка. Командир отделения. Старший унтер-офицер. Учился в школе прапорщиков в Гатчине (сентябрь — декабрь 1917), 25 октября 1917 года в составе школы был в Зимнем дворце, но отказался воевать против рабочих. В декабре 1917 года демобилизован.
Член компартии с 1919 года.
Заведующий делопроизводством комиссариата статистики Советской Латвии (январь — май 1919), статистик, секретарь секретно-оперативного отдела 00 ВЧК (январь 1919 — февраль 1920).
В Регистрационном отделе — РУ помглавкома по Сибири: инструктор (февраль 1920 — январь 1921), начальник организационно-инспекторского отделения (январь — май 1921), помощник начальника, врид начальника агентурного отдела (май — сентябрь 1921), начальник агентурного отделения того же отдела (сентябрь 1921 — июль 1922). Находился в служебной командировке в Москве (декабрь 1920 — март 1921).
Начальник 1-го отделения, заведующий сектором 1-го отделения, в резерве (июль 1922 — июнь 1925), начальник 2-й части (июнь 1925 — сентябрь 1926) 2-го (агентурного) отдела РУ штаба РККА. Помощник начальника того же отдела (сентябрь 1926 — октябрь 1927). В распоряжении РУ штаба РККА (октябрь 1927 — октябрь 1930), нелегальный резидент в Германии, где по его рекомендации был привлечён в разведку Рихард Зорге. Награжден ценным подарком (револьвером) за оказание «крупнейших услуг Командованию своей разведывательной работой» (1928).
Помощник начальника 2-го отдела РУ (октябрь 1930 — апрель 1931), в распоряжении того же Управления (апрель 1931 — октябрь 1932), нелегальный резидент в Австрии. Награжден орденом Красного Знамени в апреле 1931 вместе с другими разведчиками, «в исключительно трудных и опасных условиях только благодаря личным своим качествам сумевшими дать необходимые и высокоценные сведения».
Разведывательная группа, возглавляемая Басовым (по одному из документов он был Мартином Кляйном, по другому — Альфредом Вецозолем), обосновалась в курортном местечке Баден под Веной. Советские военные разведчики, проживавшие в баденских пансионатах под видом отдыхающих, создали и обслуживали подпольный радиоцентр, который принимал донесения людей РУ из Западной Европы, и передавал их дальше в Москву. В составе группы была Гертруда Браун (она же Рут Кляйн, урожденная Фрейнд, жена Мартина), Карл Михельсон, Адам Мейкис, Карл Максимилиан Афельде. У всех у них были германские паспорта.
Провал группы произошел в начале декабря 1931 года. Радиоаппаратуру сыщики нашли в комнате у Михельсона. Разведчики были арестованы австрийской полицией и вскоре высланы из страны. Причем в прессе отмечалось, что Рут Кляйн, она же Гертруда Браун — женщина на последнем месяце беременности.
Помощник начальника 2-го (агентурного) отдела (октябрь — декабрь 1932), учился на командном факультете Военной академии механизации и моторизации им. И. В. Сталина (декабрь 1932 — март 1934), на академических курсах технического усовершенствования комсостава при той же академии (март — октябрь 1934), на основном факультете Военной академии им. М. В. Фрунзе (октябрь 1934 — июль 1935).
В распоряжении РУ РККА (июль 1935 — февраль 1936), помощник начальника по кадрам 1-го (западного) отдела (февраль — октябрь 1936), в распоряжении (октябрь 1936 — сентябрь 1937) того же управления.
23.09.1937 уволен в запас РККА «за невозможностью дальнейшего использования».
Награжден орденом Красного Знамени (1931).
Репрессирован 2 декабря 1937 года. Реабилитирован 20 октября 1956 года.